# Hemileius perforatus
Hemileius perforatus är en kvalsterart som först beskrevs av Rainer Willmann 1931.  Hemileius perforatus ingår i släktet Hemileius och familjen Hemileiidae. Inga underarter finns listade i Catalogue of Life.